# Grote Prijs Stad Zottegem 1972
Il Grote Prijs Stad Zottegem 1972, trentasettesima edizione della corsa, si svolse il 22 agosto 1972 su un percorso con partenza e arrivo a Zottegem. Fu vinto dal belga Herman Van Springel della Molteni davanti ai suoi connazionali Noël Vantyghem e Dirk Baert.

## Ordine d'arrivo (Top 10)
| Pos. | Corridore            | Squadra            | Tempo    |
| ---- | -------------------- | ------------------ | -------- |
| 1    | Herman Van Springel  | Molteni            | 4h07'26" |
| 2    | Noël Vantyghem       | Novy-Dubble Bubble |          |
| 3    | Dirk Baert           | Beaulieu-Flandria  |          |
| 4    | André Dierickx       | Beaulieu-Flandria  |          |
| 5    | Willy Van Malderghem | Watney-Avia        |          |
| 6    | Etienne Sonck        | Hertekamp          |          |
| 7    | Roger Rosiers        | Bic                |          |
| 8    | Walter Planckaert    | Watney-Avia        |          |
| 9    | Noël Vanclooster     | Watney-Avia        |          |
| 10   | Evert Dolman         | Beaulieu-Flandria  |          |